# Hala Gorani
Hala Basha-Gorani (en árabe: هالة باشا غوراني‎; n. 1 de marzo de 1970) es una presentadora y periodista estadounidense de origen sirio-francés, actualmente trabaja para la cadena CNN Internacional, desempeña su trabajo en la base de CNN en Londres. Es la presentadora del programa de CNN "The World Right Now with Hala Gorani" todos los días a las 9pm CET.  Gorani copresentó  Your World Today  con Jim Clancy hasta febrero de 2009 y luego Desk Internacional hasta abril de 2014 desde la sede central de CNN en Atlanta.

## Vida personal
Gorani Nació en 1970 en Seattle, Washington.. De acuerdo con ella misma, es el resultado de "toda una experiencia internacional [...] Soy ciudadana de Estados Unidos con padres sirios y franceses."
Gorani fue criada principalmente en París, Francia.  También ha vivido en Argelia. Su nombre "Hāla" (هالة) es un nombre árabe común que significa "Corona". Obtuvo una licenciatura en Ciencias Económicas en la Universidad George Mason en Fairfax, Virginia, cerca de Washington D.C. y se graduó en el Instituto de Estudios Políticos de París (más conocido como Sciences Po) en 1995.
Gorani habla varios idiomas, incluyendo Inglés, francés y árabe. Ella considera su casa a la ciudad de París, que es también donde reside su madre. De 2008 a 2014 desarrolló su trabajo periodístico en el CNN Center en Atlanta, Georgia, cuando en este último año su base pasó a ser Londres.
El novelista francés Yann Moix dedicó su primera novela, Jubilations vers le ciel, a Gorani en 1996.
Gorani se casó con el fotoperiodista de CNN Christian Streib el 13 de junio de 2015, en el Jardín Majorelle, Marruecos.

## Carrera
Gorani inició su carrera como reportera para La Voix du Nord y la Agencia France-Presse, antes de unirse a France 3 en 1994. Después de una temporada en la Cadena Bloomberg en Londres, se unió a CNN en 1998 como presentadora para los programas European breakfast show y CNN Today.  Ha trabajado informado desde todos los países del Oriente Medio, incluida Arabia Saudita, Irak, Israel, Jordania y Palestina.  
En noviembre de 2005, Gorani fue una de las primeras reporteras de televisión sobre el terreno en Amán, Jordania después que terroristas suicidas de Al Qaeda atacaran dos hoteles. A principios de 2005 cubrió el plan de retirada unilateral de Israel de la Franja de Gaza. En 2006, cubrió la guerra de 2006 entre Líbano e Israel en el verano de 2006, esta cobertura le valió a CNN un Edward R. Murrow Award. [8] En 2002 y en 2007 dirigió la cobertura de CNN de las respectivas elecciones presidenciales francesas.
Gorani fue uno de los periodistas de CNN que recibió un Premio Emmy de noticias y documental durante la cobertura de la red en 2011 sobre la revolución egipcia que derrocó al entonces presidente, Hosni Mubarak.  En enero de 2015, cubrió desde París las consecuencias del atentado contra Charlie Hebdo.
Gorani también cubrió el devastador terremoto de 2010 en Haití, para lo cual la cobertura de CNN fue reconocida con un premio Golden Nymph Award —uno de los más altos honores en periodismo internacional— en el Festival de Televisión de Montecarlo.  Además de sus deberes como presentadora, Gorani a menudo entra en el campo para informar sobre las noticias más importantes de última hora. 
A finales de junio de 2012 fue parte de un pequeño grupo de periodistas autorizados a ingresar a Siria por primera vez desde que comenzaron las protestas para cubrir la situación allí.  Anteriormente informó desde Jordania y Egipto. Su cobertura de la Primavera Árabe ayudó a CNN a ganar un premio Peabody en 2012.
En 2008 Gorani asistió al Foro Económico Mundial en Davos, Suiza y moderó la sesión de clausura que contó con varios líderes empresariales y políticos como Tony Blair, el Premio Nobel de la Paz Elie Wiesel y el presidente y CEO de JP Morgan Chase James Dimon.
Gorani antiguamente presentó 'Inside Middle East" en CNN Internacional, el programa mensual con historias sobre las cuestiones sociales, políticas y culturales más importantes de la región. Durante sus cinco años como anfitriona, se informó sobre varias historias coloridas y estimulantes como la pobreza en Baréin; luchas cotidianas de los artistas que viven en Irak; y la vida gay en el Medio Oriente, que le valió una nominación al premio que otorga la Gay & Lesbian Alliance Against Defamation (GLAAD).
Gorani ha entrevistado a Jimmy Carter, Tony Blair, Amr Musa, Rafiq Hariri, Saeb Erekat, Nuri al Maliki, Ehud Barak, el Dalái lama, Shimon Peres y Carla Bruni, entre otros. Gorani evita hablar sobre sus posiciones políticas y religiosas, citando la necesidad de neutralidad profesional.
En mayo de 2015, Gorani recibió un doctorado honoris causa por la Universidad George Mason y pronunció el discurso de apertura a los estudiantes de graduación de ese año.

## Premios y reconocimientos
- 2015: Doctor honoris causa en Letras, Universidad de Mason del George.
- 2015: Nombrada una de las mujeres más influyentes por Forbes Woman Middle East.
- 2012: Premio Emmy de noticias y documental para la cobertura de CNN de la revolución egipcia.
- 2012: Premio Emmy de noticias y documental por la Transmisión en directo Excepcional de una Historia Noticiosa Actual - Forma Larga (Anderson Cooper 360).
- 2012: Premio Peabody para la cobertura de CNN de la Primavera Árabe.
- 2011-2015: Nombrada entre las 100 mujeres árabes más poderosas por la Arabian Business Magazine.
- 2007: Premio Edward R. Murrow para la cobertura de CNN del conflicto de Oriente Medio.